# Malé Dvorníky
Malé Dvorníky este o comună slovacă, aflată în districtul Dunajská Streda din regiunea Trnava. Localitatea se află la altitudinea de 115 m deasupra n.m., se întinde pe o suprafață de 6,89 km2 și în 2017 număra 1.126 de locuitori.

## Istoric
Localitatea Malé Dvorníky este atestată documentar din 1336.

## Demografie
| An:                | 1994 | 2004    | 2014    | 2024    |
| ------------------ | ---- | ------- | ------- | ------- |
| Număr de persoane: | 813  | 942     | 1087    | 1197    |
| Diferență:         |      | +15,86% | +15,39% | +10,11% |

| An:                | 2023 | 2024   |
| ------------------ | ---- | ------ |
| Număr de persoane: | 1187 | 1197   |
| Diferență:         |      | +0,84% |